# Вышкув (гмина)
Вышкув (пол. Wyszków) — гмина (уезд) в Польше, входит как административная единица в Вышкувский повет, Мазовецкое воеводство. Население — 37 715 человек (на 2004 год).

## Демография
| Перепись                       | Всего   | Всего | Женщины | Женщины | Мужчины | Мужчины |
| ------------------------------ | ------- | ----- | ------- | ------- | ------- | ------- |
| Единицы                        | человек | %     | человек | %       | человек | %       |
| Население                      | 37 715  | 100   | 19 342  | 51,3    | 18 373  | 48,7    |
| Плотность населения (чел./км²) | 227,7   | 227,7 | 116,8   | 116,8   | 110,9   | 110,9   |

## Сельские округа
1. Дескурув
2. Дрогошево
3. Фидест
4. Гульчево
5. Каменьчик
6. Кренги-Нове
7. Лещыдул-Дзялки
8. Лещыдул-Новины
9. Лещыдул-Подвелёнтки
10. Лещыдул-Пустки
11. Люцынув-Дужы
12. Люцынув
13. Лосинно
14. Наталин
15. Рыбенко-Нове
16. Ольшанка
17. Рыбно
18. Ситно
19. Скушев
20. Рыбенко-Старе
21. Лещыдул-Стары
22. Слюбув
23. Свинётоп
24. Тулево
25. Тулево-Гурне
26. Туманек
27. Пусте-Лонки

## Поселения
1. Блоне
2. Бжезняки
3. Гаювка-Лещыдул
4. Гизевичка
5. Грабник
6. Халин
7. Клин
8. Кокощызна
9. Кулко
10. Лятошек
11. Лещыны-Новины
12. Лесничувка
13. Лещыдул
14. Лёретто
15. Мала-Пшийма
16. Марцувка
17. Надлесництво-Лещыдул
18. Оченте
19. Пяски-Друге
20. Пяски-Первше
21. Подбоже
22. Подкачелясе
23. Подрыбне
24. Рафа
25. Рогувка
26. Розалин
27. Рыбаки
28. Рыбенко-Лесьне
29. Рыбенко-Лоховске
30. Рынек
31. Жеменьщызна
32. Селерынувка
33. Сувец
34. Закежец
35. Закрензе
36. Залесе

## Соседние гмины
1. Гмина Браньщик
2. Гмина Домбрувка
3. Гмина Ядув
4. Гмина Лохув
5. Гмина Жонсник
6. Гмина Сомянка
7. Гмина Забродзе